# Mance Warner
Mance Warner (nacido el 10 de octubre de 1988) es un luchador profesional estadounidense. Warner es muy conocido por haber competido en Major League Wrestling, Combat Zone Wrestling y en el circuito independiente.
Warner es dos veces campeón mundial al ser Campeón Mundial Peso Pesado de CZW y estar en su primer y actual reinado del GCW World Championship

## Carrera

### Circuito independiente (2015-presente)
Warner debutó en la lucha libre profesional en 2015, a los 25 años. Se entrenó con Billy Roc, un exalumno de Dory Funk Jr. e inicialmente luchó notablemente para Atlanta Wrestling Entertainment de Georgia y SmashMouth Pro Wrestling (SPW) de Indiana. Al año siguiente comenzó a viajar por todo el Medio Oeste y trabajó con promociones como Rockstar Pro de Ohio, Pro Wrestling King y EMERGE Wrestling de Indiana, y Vicious Outcast Wrestling de West Virginia. Primero ganó notoriedad nacional ese mismo año como parte de IWA Mid South.
Capturó su primer gran campeonato independiente en 2017 al ganar el IWA Mid-South Tag Team Championship con su compañero Zodiak y poco después comenzó a luchar por promociones como Absolute Intense Wrestling, Black Label Pro y Combat Zone Wrestling. A lo largo de 2018 compitió regularmente por CZW y AIW, así como por IWA Mid-South (capturando los títulos del equipo de la empresa por segunda vez) All American Wrestling, Freelance Wrestling y Glory Pro. Durante todo este tiempo se enfrentó a luchadores como Matt Riddle, Michael Elgin y Jimmy Jacobs. Al cierre de 2018, Warner registró la mayor 'victoria' de su carrera, derrotando a Rickey Shane Page para ganar el Campeonato Mundial Peso Pesado de CZW en CZW Cage of Death XX por primera vez en su carrera.

### Major League Wrestling (2019-2021)
En 2019, Warner hizo su debut en la televisión nacional al firmar con Major League Wrestling. Su primera lucha fue contra Jimmy Yuta. El 2 de marzo de 2019 en Intimidation Games de MLW, donde compitió contra la leyenda mexicana L.A. Park.

### Total Nonstop Action Wrestling (2024-actualidad)
En 2024, el 5 de diciembre, el número 23 apareció en la pantalla luego de una lucha por equipos en la que PCO y Sami Callihan derrotaron a The Good Hands, esto causando confusión en los ganadores. En la semana siguiente, el mismo número apareció en la pantalla luego de una lucha por equipos en la que los mismos derrotaron a Jake Something y Hammerstone por descalificación, debido a que el último atacó a PCO con una silla de metal durante la lucha. El día 23 de enero del 2025, luego de una promo de Callihan, Steph De Lander, la cual estuvo lesionada durante semanas, apareció con el TNA Digital Media Championship, el cual fue conseguido tras un divorcio entre su esposo (kayfabe) PCO y ella; así, diciendo que ella era el 23, y presentándolo como su novio, atacando a Callihan, y los dos sosteniendo el título. Su debut in-ring fue en TNA Xplosion derrotando a un jobber local. Este atacó a Callihan antes de una lucha contra Frankie Kazarian, causando que casi no pudiera entrar al ring y perdiera por cuenta de 10, también durante la lucha para que este perdiera fácilmente; este lo llamaría al ring, y atacándose hasta ser separados por seguridad. El 27 de febrero, se atacaron en vestidores hasta el ring, Santino Marella pautando una lucha street fight en TNA Sacrifice. En este ppv, él derrotó a Sami Callihan.

## Campeonatos y logros
- AAW Wrestling
  - AAW Heavyweight Championship (1 vez)

- Combat Zone Wrestling
  - CZW World Heavyweight Championship (1 vez)

- Game Changer Wrestling
  - GCW Tag Team Championship (1 vez) - con Matthew Justice[8]
  - GCW World Championship (1 vez)

- Horror Slam Wrestling
  - Horror Slam Tag Team Championship (1 vez) - con Matthew Justice[9]

- Jim Crockett Promotions
  - Bunkhouse Battle Royal (2022)

- IWA Mid South
  - IWA Mid-South Heavyweight Championship (2 veces)
  - IWA Mid-South Tag Team Championship (1 vez) – con Zodiak

- Pro Wrestling King
  - PWK Tag Team Championship (1 vez) – con Luke Lawson[10]

- Unsanctioned Pro
  - Unsanctioned Pro Hardcore Championship (1 vez)[11]

- Pro Wrestling Illustrated
  - Situado en el Nº190 en los PWI 500 de 2019[12]